# جمعية اتحاد جزر القمر
جمعية إتحاد جزر القمر هي برلمان اتحاد جزر القمر المؤلف من غرفة واحدة، وهي مقر السلطة التشريعية للبلاد. وتتألف من غرفة واحدة تتألف من 33 عضوا، وينتخب 18 عضوا في الدوائر الانتخابية ذات المقعد الواحد و 15 ممثلا للجمعيات الإقليمية المنتخبة بشكل غير مباشر. يتم انتخاب الأعضاء لمدة خمس سنوات.
تأسس مجلس النواب في عام 1961. أعيد تشكيله في يوليو 1975 ليصبح الجمعية الوطنية، ثم الجمعية الاتحادية، التي أعيدت تسميتها بمجلس الاتحاد في عام 2004. منذ ذلك الحين كان لديها 24 عضوًا ثم أصبحوا في عام 2020 33 عضو.

## رؤساء مجلس النواب
| الاسم                  | استلم المنصب   | ترك المنصب     | ملاحظات     |
| ---------------------- | -------------- | -------------- | ----------- |
| إبراهيم بن علي المسيلي | 1958           | 1970           | [ 3 ] [ 4 ] |
| محمد بن جعفر المسيلي   | ? - يناير 1972 | يناير 1972 - ? | [ 5 ]       |
| محمد جوهر              | يونيو 1972     | أكتوبر 1972    | [ 6 ]       |
| مزوار عبد الله         | ? - 1973       | 19 أبريل 1975  | [ 7 ]       |
| أحمد الدحلاني          | 7 مايو 1975    | يوليو 1975     | [ 7 ]       |

## رؤساء الجمعية
| الاسم                       | استلم المنصب  | ترك المنصب   | ملاحظات               |
| --------------------------- | ------------- | ------------ | --------------------- |
| محمد تقي عبد الكريم         | 1978          | 1980 - ?     | [ 8 ] [ 9 ]           |
| سعيد عمر الدحلاني           | ? - 1981      | 1981         | [ 10 ]                |
| عبدو منيموي                 | 1981          | 1981 - ?     | [ 10 ]                |
| عبد الرحمن بن شيخ أشرف      | ? - 1982      | 1982         | مؤقت                  |
| محمد تقي عبد الكريم         | 1982          | 1984         | غادر 1984 دون استقالة |
| عبد الرحمن محمد             | ? - 1985      | 1985 - ?     | مؤقت                  |
| عبد الله خليفة              | 1986          | 1992         | [ 10 ] [ 12 ]         |
| ?                           | 1992          | 1994         |                       |
| محمد سعيد عبد الله مشانغاما | 1994          | 1997         | [ 10 ] [ 13 ] [ 14 ]  |
| سليم جابر سليم              | 1997          | أبريل 1999   | [ 10 ] [ 15 ] [ 16 ]  |
| معلق                        | أبريل 1999    | 2004         |                       |
| سعيد ظويفير بونو            | يونيو 2004    | 2009         |                       |
| بورهان حميدو                | 15 يناير 2010 | أبريل 2015   | [ 17 ]                |
| عبدو أوسيني                 | 4 أبريل 2015  | 3 أبريل 2020 | [ 2 ]                 |
| مستدروين عبده               | 3 أبريل 2020  | في المنصب    | [ 2 ]                 |

## أنظر أيضًا
- قائمة رؤساء جزر القمر
- مجالس الدول التشريعية

## روابط خارجية
- "Official website of the Assembly of the Union of the Comoros" (بالفرنسية). Archived from the original on 2019-08-24. Retrieved 2008-04-16.[وصلة مكسورة]